# (4581) Asclepio
(4581) Asclepio es un asteroide perteneciente a los asteroides Apolo descubierto por Norman G. Thomas y Henry E. Holt el 31 de marzo de 1989 desde el observatorio del Monte Palomar, Estados Unidos.

## Designación y nombre
Asclepio se designó al principio como 1989 FC.
Más adelante, en 1991, recibió su nombre de Asclepio, un dios de la mitología griega.

## Características orbitales
Asclepio está situado a una distancia media de 1,022 ua del Sol, pudiendo alejarse hasta 1,387 ua y acercarse hasta 0,6574 ua. Tiene una excentricidad de 0,357 y una inclinación orbital de 4,919 grados. Emplea 377,6 días en completar una órbita alrededor del Sol.
Asclepio es un asteroide cercano a la Tierra que forma parte del grupo de los asteroides potencialmente peligrosos.

## Características físicas
La magnitud absoluta de Asclepio es 20,7.